# 陳氏同寄居蟹
陳氏同寄居蟹（学名：Sympagurus chani）为擬寄居蟹科同寄居蟹屬下的一个种。